# Alberto Casimiro, Duque de Teschen
Alberto Casimiro, Duque de Teschen (Moritzburg, 11 de julho de 1738 – Viena, 10 de fevereiro de 1822) foi um príncipe alemão da Casa de Wettin que se casou com a família imperial dos Habsburgos. Ele foi apontado como um colecionador de arte e fundou a Albertina em Viena, uma das maiores e melhores coleções de gravuras e desenhos de antigos mestres do mundo.

## Biografia
Ele era um filho mais novo do rei Augusto III da Polônia (que também era eleitor da Saxônia) e Maria Josefa da Áustria, um primo de primeiro grau da imperatriz Maria Teresa, sendo a filha mais velha do imperador José I. O príncipe Alberto da Saxônia, duque de Teschen, também foi um dos padrinhos de seu homônimo, o príncipe Alberto de Saxe-Coburgo-Gota.
O jovem Alberto foi especificamente escolhida pela arquiduquesa Maria Cristina da Áustria para ser seu marido. Este foi um favor especial concedido por sua mãe, a imperatriz Maria Teresa da Áustria, porque os casamentos de crianças imperiais eram geralmente usados para fins diplomáticos. Ainda assim, o noivado e o casamento tiveram que esperar até a morte de seu pai, o imperador Francisco I e as decorações de casamento eram negras porque ocorriam durante o período oficial de luto após sua morte. Da propriedade de seu sogro, Alberto recebeu o território de Teschen na Silésia Austríaca e recebeu o título de Duque de Teschen. Desde que ele se tornou um membro da Casa de Habsburgo-Lorena, o título de arquiduque também foi dado a ele. 
O ducado de Teschen, da Silésia, fora herdado pelo imperador Francisco, através dos antepassados de Gonzaga, de seu pai, como compensação pelo perdido Ducado de Monferrato, tirado deles em favor dos duques de Saboia. A arquiduquesa Maria Cristina, filha de Francisco I, recebeu o ducado entre seu dote. O príncipe Alberto da Saxônia tornou-se assim o duque de Teschen, o único não-Habsburgo a se tornar assim depois que o título passou ao controle dos Habsburgos. Seu casamento permaneceu sem filhos, exceto por uma filha que morreu quando bebê, e após a morte do viúvo Alberto em 1822, Teschen foi concedido ao seu filho adotivo, o arquiduque Carlos da Áustria, que se tornou Duque de Teschen e começou a filial Habsburgo-Lorena de duques de Teschen.
Alberto foi governador da realeza da Hungria de 1765 a 1781, com assento no Castelo de Bratislava e residência de verão no Castelo Halbturn em Neusiedl. Ele foi então feito governador dos Países Baixos Austríacos, junto com sua esposa. Em Bruxelas, eles construíram um palácio em Laeken (a casa atual da família real belga) como sede. Lá, ele montou o início de sua vasta coleção de arte, que levou consigo quando o casal teve que fugir de Bruxelas para Viena em 1793, devido à Revolução Francesa e após sua derrota militar por forças de invasão no local, isso foi a chamada Batalha de Jemappes.
Em Viena, um palácio adjacente ao Hofburg, originalmente projetado por Emanuel Teles Silva-Tarouca, foi ampliado para eles pelo arquiteto Louis Montoyer. Esse palácio é hoje chamado de Albertina, depois de Alberto, e abriga a coleção que ele começou. Apenas dois terços de sua coleção sobrevivem, porque um dos navios de carga que o traziam de Bruxelas afundou no caminho. Após seu retorno a Viena, ele usou como conselheiro Adam von Bartsch, o curador da coleção de gravuras imperiais e o maior estudioso de estampas de sua época.
Após a morte prematura de sua esposa em 1798 de tifo, ele viveu apenas por sua coleção de arte, que ele legou ao sobrinho (da esposa) e adotou o filho arquiduque Carlos da Áustria.
Ao lado de seu palácio, na Augustinerkirche, Alberto tinha um famoso memorial para sua esposa esculpida por Antonio Canova. O casal está sepultado nos túmulos 111 e 112 na Abóbada da Toscana da Cripta Imperial de Viena, com seus corações nas urnas 40 e 28 no Herzgruft próximo, e suas vísceras nas urnas 75 e 63 da Cripta Ducal na catedral de Viena.